# Grimhult
Grimhult är en ort i Fliseryds socken i Mönsterås kommun i Kalmar län. År 1995 och 2000 klassades Grimhult som småort av SCB. Från 2015 till 2020 avgränsades här åter en småort.